# SPRED2
SPRED2‏ (Sprouty related EVH1 domain containing 2) هوَ بروتين يُشَفر بواسطة جين SPRED2 في الإنسان.